# Paraleprodera officinator
Paraleprodera officinator är en skalbaggsart som först beskrevs av White 1858. Paraleprodera officinator ingår i släktet Paraleprodera och familjen långhorningar.
Artens utbredningsområde är Myanmar. Inga underarter finns listade i Catalogue of Life.